# Narromine Airport
Narromine Airport är en flygplats i Australien. Den ligger i kommunen Narromine och delstaten New South Wales, i den sydöstra delen av landet, omkring 330 kilometer nordväst om delstatshuvudstaden Sydney. Narromine Airport ligger 237 meter över havet.
Trakten runt Narromine Airport är nära nog obefolkad, med mindre än två invånare per kvadratkilometer.. Närmaste större samhälle är Narromine, nära Narromine Airport.
Trakten runt Narromine Airport består till största delen av jordbruksmark. Genomsnittlig årsnederbörd är 641 millimeter. Den regnigaste månaden är mars, med i genomsnitt 104 mm nederbörd, och den torraste är oktober, med 9 mm nederbörd.